# 对偶
對偶，是中文文學（包括文言文、漢詩、現代漢語文學）及越南喃字詩的術語，也是漢詩及喃字詩的創作手法與修辭規則，前後兩句（即出句和對句）語法結構相同。在對偶的創作範圍當中，對仗是其中之一。「對」字在此做動詞，意謂著將兩兩一對的東西放在一起。「仗」字則來自古代儀式往往由兩人一組來舉行，有「儀仗」的「仗」意。對偶是指文句中兩兩相對、字數相等、句法相似、意义相关的两个词组或句子所构成的修辭。对偶从意义上讲前后两部分密切关联，凝练集中，有很强的概括力；从形式上看，前后两部分整齐均匀、音节和谐、具有戒律感。严格的对偶还讲究平仄相對，充分利用声调。

## 句型分類
- 句中對：同一句中的上下兩詞語互相對偶。例如：「峰迴路轉」、「曉風殘月」、「羽扇綸巾」等。
- 單句對：上下兩句相對偶。例如：「浮光躍金，靜影沉璧。」、「岡陵起伏，草木行列。」
- 鼎足對：三句或以上為對，在文言韻文中只限用於元曲。
- 隔句對：又稱扇對、雙句對，第一句對偶第三句，第二句對偶第四句。例如：「騏驥一躍，不能十步；駑馬十駕，功在不舍。」
- 長偶對：奇數句與奇數句相對偶，偶數句與偶數句相對偶，至少三組。例如：「親不負楚，疏不負漢，愛國忠君真氣節；騷可為經，策可為史，經天行地大文章。」[3]

除了以上，另外還有工對、寬對、自對（即一句中自成對仗，例如「花開花謝」，“花開”對“花謝”）。其中寬對對比工對，要求較為寬鬆，惟詞性或意境符合即可。例如杜牧《清明》：「清明時節雨紛紛，路上行人欲斷魂。借問酒家何處有，牧童遙指杏花村。」這首七言絕句並無任何對仗關係，僅在意境上呼應。因此屬於寬對。

## 內容分類
- 正对：由意义相同或相近的前后两个部分构成的对偶。
- 反对：由意义相反或相对的前后两部分构成的对偶。
- 串对：由意义上有连贯、递进、因果複句、条件等关系的前后两部分形成的对偶。

## 對聯
複雜的對仗則牽涉到音節，也就是平仄聲調，還有用字內容和排列順序等。因此在漢文文學對聯當中，就以此來做難易之分。由某人出好上句，再徵求對的最工整的下句。
如上聯「上海自來水來自海上」相對的下聯可以為：
- 「花蓮白種人種白蓮花」
- 「花蓮噴水池水噴蓮花」
- 「台北通聯車聯通北台」
- 「前门落叶松叶落门前」
- 「新橋高樓多樓高橋新」
- 「黄山落叶红叶落山黄」
- 「西湖靈隱寺隱靈湖西」

又如王之渙的《登鸛雀樓》全詩就是由兩組對句所構成：「白日依山盡」對「黃河入海流」，「欲窮千里目」對「更上一層樓」。律詩則規定第三四句、第五六句必須相對，如杜甫的《春望》：國破山河在，城春草木深。感時花濺淚，恨別鳥驚心。烽火連三月，家書抵萬金。白頭搔更短，渾欲不勝簪。
宋詞中又例如岳飛的《滿江紅》，上下片七言句：“三十功名塵與土，八千里路雲和月。“壯志饑餐胡虜肉，笑談渴飲匈奴血。”其中“塵與土”對“雲和月”。“饑餐”對“渴飲”，“肉”對“血”。

## 延伸阅读
[在维基数据编辑]
 《欽定古今圖書集成·理學彙編·文學典·對偶部》，出自陈梦雷《古今圖書集成》